# Liste der Mitgliedstaaten der Europäischen Union
Als Mitgliedstaaten der Europäischen Union oder Mitgliedsländer der EU, kurz EU-Mitgliedstaaten, EU-Mitgliedsstaaten oder EU-Mitgliedsländer, werden die 27 europäischen Staaten bezeichnet, die Mitglied der Europäischen Union (EU) sind. Man bezeichnet sie auch als Unionsmitglieder und seltener als Unionsmitgliedstaaten.

## Mitgliedstaaten der EU

### Übersicht
Tabellenzeilen redaktionell gereiht nach Ländernamen:
|    | Land         | Name in Landessprache               | Code |
| -- | ------------ | ----------------------------------- | ---- |
| 01 | Belgien      | België • Belgique • Belgien         | BE   |
| 02 | Bulgarien    | България                            | BG   |
| 03 | Dänemark     | Danmark                             | DK   |
| 04 | Deutschland  | Deutschland                         | DE   |
| 05 | Estland      | Eesti                               | EE   |
| 06 | Finnland     | Suomi • Finland                     | FI   |
| 07 | Frankreich   | France                              | FR   |
| 08 | Griechenland | Ελλάδα / Ελλάς                      | EL   |
| 09 | Irland       | Éire • Ireland                      | IE   |
| 10 | Italien      | Italia                              | IT   |
| 11 | Kroatien     | Hrvatska                            | HR   |
| 12 | Lettland     | Latvija                             | LV   |
| 13 | Litauen      | Lietuva                             | LT   |
| 14 | Luxemburg    | Lëtzebuerg • Luxemburg • Luxembourg | LU   |
| 15 | Malta        | Malta                               | MT   |
| 16 | Niederlande  | Nederland                           | NL   |
| 17 | Österreich   | Österreich                          | AT   |
| 18 | Polen        | Polska                              | PL   |
| 19 | Portugal     | Portugal                            | PT   |
| 20 | Rumänien     | România                             | RO   |
| 21 | Schweden     | Sverige                             | SE   |
| 22 | Slowakei     | Slovensko                           | SK   |
| 23 | Slowenien    | Slovenija                           | SI   |
| 24 | Spanien      | España                              | ES   |
| 25 | Tschechien   | Česko                               | CZ   |
| 26 | Ungarn       | Magyarország                        | HU   |
| 27 | Zypern       | Κύπρος • Kıbrıs                     | CY   |

| Aktuelle Beitrittsverhandlungen | Aktuelle Beitrittsverhandlungen | Aktuelle Beitrittsverhandlungen           | Aktuelle Beitrittsverhandlungen |
| ------------------------------- | ------------------------------- | ----------------------------------------- | ------------------------------- |
| 1                               | Montenegro                      | Crna Gora • Црна Гора                     | ME                              |
| 2                               | Albanien                        | Shqipëria                                 | AL                              |
| 3                               | Bosnien und Herzegowina         | Bosna i Hercegovina • Босна и Херцеговина | BA                              |
| 4                               | Moldau                          | Moldova                                   | MD                              |
| 5                               | Ukraine                         | Україна                                   | UA                              |

| Pausierte Beitrittsverhandlungen | Pausierte Beitrittsverhandlungen | Pausierte Beitrittsverhandlungen                             | Pausierte Beitrittsverhandlungen |
| -------------------------------- | -------------------------------- | ------------------------------------------------------------ | -------------------------------- |
| 1                                | Georgien                         | საქართველო                                                   | GE                               |
| 2                                | Nordmazedonien                   | Северна Македонија • Severna Makedonija • Maqedonia e Veriut | MK                               |
| 3                                | Serbien                          | Србија • Srbija                                              | RS                               |
| 4                                | Türkei                           | Türkiye                                                      | TR                               |

| Kandidatenländer | Kandidatenländer        | Kandidatenländer                                             | Kandidatenländer |
| ---------------- | ----------------------- | ------------------------------------------------------------ | ---------------- |
| 1                | Albanien                | Shqipëria                                                    | AL               |
| 2                | Bosnien und Herzegowina | Bosna i Hercegovina • Босна и Херцеговина                    | BA               |
| 3                | Georgien                | საქართველო                                                   | GE               |
| 4                | Moldau                  | Moldova                                                      | MD               |
| 5                | Montenegro              | Crna Gora • Црна Гора                                        | ME               |
| 6                | Nordmazedonien          | Северна Македонија • Severna Makedonija • Maqedonia e Veriut | MK               |
| 7                | Serbien                 | Србија • Srbija                                              | RS               |
| 8                | Türkei                  | Türkiye                                                      | TR               |
| 9                | Ukraine                 | Україна                                                      | UA               |

| ehemaliges Mitglied | ehemaliges Mitglied    | ehemaliges Mitglied | ehemaliges Mitglied |
| ------------------- | ---------------------- | ------------------- | ------------------- |
|                     | Vereinigtes Königreich | United Kingdom      | GB                  |

| Mitgliedstaaten (blau) und Beitrittskandidaten (gelb) der EU (anklickbare Karte)      |                                                                                        |
| Canarias = Kanaren (ES) Mad. = Madeira (PT) GP = Guadeloupe (FR) MQ = Martinique (FR) | Açores = Azoren (PT) GF = Französisch-Guayana (FR) RE = Réunion (FR) YT = Mayotte (FR) |

### Liste der Mitgliedstaaten
Als Bezeichnung für statistische Bemessungen sind amtlich:
- EU-12: 1. November 1993 bis einschließlich 1994 (Österreich, Finnland und Schweden traten zum 1. Januar 1995 der EU bei)
- EU-15: bis einschließlich April 2004 (EU-Erweiterung 2004)
- EU-25: bis einschließlich 2006 (dann wurden Rumänien und Bulgarien aufgenommen)
- EU-27_2007 (ursprünglich EU-27):[Fn 1][4] bis einschließlich Juni 2013 (dann wurde Kroatien aufgenommen)
- EU-28: bis einschließlich Januar 2020
- EU-27 seit 1. Februar 2020 (siehe EU-Austritt des Vereinigten Königreichs, der sog. „Brexit“)

Siehe auch EA/Euro-11 bis 20 für die Eurozone
Durch Sortieren der Liste nach Beitrittsjahr lassen sich die einzelnen Länder dieser statistischen Gruppen ablesen; ausführlicher siehe EU-Erweiterung. Kurzübersicht: Chronik der europäischen Integration
Tabellenzeilen gereiht nach Beitrittsdatum und weiter nach Landesnamen. Das Beitrittsgebiet kam erst mit der Wiedervereinigung Deutschlands 1990 zur EU.
| Staat             | ISO 3166 Alpha-2 | Beitritt                         | Hauptstadt    | Bevölkerung 2022 | Fläche in km² | Einwohner/km² | BIP in Mrd. Euro 2022 | BIP pro Kopf 2022 in Euro | BIP pro Kopf in KKS 2022 |
| ----------------- | ---------------- | -------------------------------- | ------------- | ---------------- | ------------- | ------------- | --------------------- | ------------------------- | ------------------------ |
| Belgien           | BE               | 1. Januar 1958                   | Brüssel       | 11.617.623       | 30.528        | 373           | 549,456               | 46.990                    | 121                      |
| Deutschland       | DE               | 1. Januar 1958 (3. Oktober 1990) | (Bonn) Berlin | 83.237.124       | 357.340       | 232           | 3.869,900             | 46.180                    | 117                      |
| Frankreich        | FR               | 1. Januar 1958                   | Paris         | 67.871.925       | 632.834       | 106           | 2.639,092             | 38.550                    | 101                      |
| Italien           | IT               | 1. Januar 1958                   | Rom           | 59.030.133       | 302.073       | 200           | 1.909,153             | 32.390                    | 96                       |
| Luxemburg         | LU               | 1. Januar 1958                   | Luxemburg     | 645.397          | 2.586         | 233           | 78,130                | 119.230                   | 261                      |
| Niederlande       | NL               | 1. Januar 1958                   | Amsterdam     | 17.590.672       | 41.540        | 414           | 941,186               | 53.170                    | 130                      |
| Dänemark          | DK               | 1. Januar 1973                   | Kopenhagen    | 5.873.420        | 42.921        | 135           | 376,087               | 63.680                    | 136                      |
| Irland            | IE               | 1. Januar 1973                   | Dublin        | 5.060.004        | 69.797        | 69            | 502,583               | 98.260                    | 234                      |
| Griechenland      | GR               | 1. Januar 1981                   | Athen         | 10.459.782       | 131.957       | 81            | 208,030               | 19.670                    | 68                       |
| Portugal          | PT               | 1. Januar 1986                   | Lissabon      | 10.352.042       | 92.225        | 112           | 239,241               | 23.290                    | 77                       |
| Spanien           | ES               | 1. Januar 1986                   | Madrid        | 47.432.893       | 505.970       | 92            | 1.327,108             | 27.870                    | 85                       |
| Finnland          | FI               | 1. Januar 1995                   | Helsinki      | 5.548.241        | 338.435       | 16            | 266,679               | 47.990                    | 109                      |
| Österreich        | AT               | 1. Januar 1995                   | Wien          | 8.978.929        | 83.879        | 105           | 446,933               | 49.360                    | 125                      |
| Schweden          | SE               | 1. Januar 1995                   | Stockholm     | 10.452.326       | 438.574       | 23            | 560,958               | 53.490                    | 119                      |
| Estland           | EE               | 1. Mai 2004                      | Tallinn       | 1.331.796        | 45.227        | 29            | 36,181                | 27.170                    | 87                       |
| Lettland          | LV               | 1. Mai 2004                      | Riga          | 1.875.757        | 64.573        | 30            | 39,062                | 20.710                    | 74                       |
| Litauen           | LT               | 1. Mai 2004                      | Vilnius       | 2.805.998        | 65.300        | 43            | 66,791                | 23.580                    | 90                       |
| Malta             | MT               | 1. Mai 2004                      | Valletta      | 520.971          | 316           | 1.505         | 16,922                | 31.890                    | 102                      |
| Polen             | PL               | 1. Mai 2004                      | Warschau      | 37.654.247       | 312.679       | 121           | 656,905               | 17.370                    | 79                       |
| Slowakei          | SK               | 1. Mai 2004                      | Bratislava    | 5.434.712        | 49.035        | 111           | 109,651               | 19.930                    | 67                       |
| Slowenien         | SI               | 1. Mai 2004                      | Ljubljana     | 2.107.180        | 20.273        | 102           | 58,988                | 27.980                    | 92                       |
| Tschechien        | CZ               | 1. Mai 2004                      | Prag          | 10.516.707       | 78.867        | 135           | 276,605               | 25.870                    | 91                       |
| Ungarn            | HU               | 1. Mai 2004                      | Budapest      | 9.689.010        | 93.024        | 105           | 170,246               | 17.580                    | 77                       |
| Zypern            | CY               | 1. Mai 2004                      | Nikosia       | 904.705          | 9.251         | 93            | 27,006                | 29.590                    | 92                       |
| Bulgarien         | BG               | 1. Januar 2007                   | Sofia         | 6.838.937        | 111.002       | 64            | 84,560                | 12.400                    | 59                       |
| Rumänien          | RO               | 1. Januar 2007                   | Bukarest      | 19.042.455       | 238.391       | 82            | 285,884               | 15.010                    | 77                       |
| Kroatien          | HR               | 1. Juli 2013                     | Zagreb        | 3.862.305        | 56.594        | 73            | 66,939                | 17.130                    | 73                       |
| Europäische Union | EU               | —                                | Brüssel       | 446.141.649      | 4.215.191     | 106           | 12.511,874            | 29.100*                   | 100*                     |

* veraltete Daten inklusive des Vereinigten Königreichs
Anmerkungen zur Liste
1. ↑  
Ursprünglich bezeichnete das Kürzel EU-27 die 27 Mitgliedstaaten vor dem Beitritt Kroatiens. Da aufgrund des Austritts des Vereinigten Königreichs aus der EU (Brexit) diese Bezeichnung nicht eindeutig ist, hat das Statistische Amt der Europäischen Union (Eurostat) beschlossen, die Bezeichnung EU-27_2007 zu verwenden. In den Datenbanken von Eurostat wurde diese Änderung am 3. März 2020 wirksam.

## Kandidatenländer (Beitrittskandidaten)
| Code | Staat                   | Hauptstadt | Einwohner 2017   | Fläche in km² | BIP 2013 (Mrd. Euro) | BIP pro Kopf in KKS 2013 (Euro) | BIP pro Kopf in KKS 2016 (EU28=100) | Status |
| ---- | ----------------------- | ---------- | ---------------- | ------------- | -------------------- | ------------------------------- | ----------------------------------- | --- |
| AL   | Albanien                | Tirana     | 2.886.026        | 28.748        | 21,7                 | 7.800                           | 29                                  | Kandidatenstatus seit 24. Juni 2014                                                                       |
| BA   | Bosnien und Herzegowina | Sarajevo   | 3.263.459 (2021) | 69.700⁠        |                      |                                 |                                     | Kandidatenstatus seit 15. Dezember 2022                                                                   |
| GE   | Georgien                | Tiflis     | 3.721.900 (2021) | 51.197        |                      |                                 |                                     | Kandidatenstatus seit 14. Dezember 2023                                                                   |
| MD   | Moldau                  | Chișinău   | 2.600.000        | 33.843        | 12,0 (2019)          | 4.366 (2020)                    | ---                                 | Kandidatenstatus seit 23. Juni 2022                                                                       |
| ME   | Montenegro              | Podgorica  | 622.387          | 13.812        | 6,7                  | 10.700                          | 45                                  | Beitrittsverhandlungen seit 29. Juni 2012 (6 von 33 Kapiteln abgeschlossen, 33 eröffnet)                  |
| MK   | Nordmazedonien          | Skopje     | 2.073.702        | 25.713        | 18,7                 | 9.000                           | 37                                  | Kandidatenstatus seit 17. Dezember 2005                                                                   |
| RS   | Serbien                 | Belgrad    | 7.040.272        | 77.474        | 66,5                 | 9.300                           | 37                                  | Beitrittsverhandlungen seit 21. Januar 2014 (2 von 34 Kapiteln abgeschlossen, 18 eröffnet)                |
| TR   | Türkei                  | Ankara     | 79.814.871       | 779.452       | 1.067,8              | 14.100                          | 64                                  | Beitrittsverhandlungen seit 3. Oktober 2005 (1 von 33 Kapiteln abgeschlossen, 18 eröffnet, 8 suspendiert) |
| UA   | Ukraine                 | Kiew       | 41.830.619       | 603.700       | ---                  | ---                             | ---                                 | Kandidatenstatus seit 23. Juni 2022                                                                       |

Ein potenzieller Beitrittskandidat ist darüber hinaus  Kosovo (Beitrittsantrag vom 15. Dezember 2022).

## Spezielle Gebiete
Einige Gebiete, die zu EU-Staaten gehören oder von diesen verwaltet werden, haben einen speziellen Rechtsstatus gegenüber der Europäischen Union. In vielen Fällen handelt es sich dabei um Übersee- und ehemalige Kolonialgebiete.

### Überseegebiete, die vollständig in die Strukturen der EU integriert sind
Ein EU-Mitgliedstaat besitzt Überseegebiete, die vollständig in dessen Staatsgefüge eingebunden sind und auch innerhalb der EU keine Sonderrolle einnehmen. Sie haben den gleichen Status wie Regionen auf dem europäischen Festland. Dabei handelt es sich um:
- Portugal
  - Azoren
  - Madeira

### Gebiete, die Teil der EU, jedoch nicht in das Zollgebiet und/oder die Mehrwertsteuerunion eingebunden sind
Einige Gebiete gehören EU-Mitgliedstaaten an und sind auch Teil der EU, deren Binnenmarkt und der Eurozone, jedoch nicht des Zollgebietes und/oder der Mehrwertsteuerunion.
Gebiete, die weder Teil des Zollgebietes der Union noch der Mehrwertsteuerunion sind:
- Deutschland
  - Büsingen am Hochrhein
  - Helgoland
- Italien
  - Livigno
- Spanien
  - Ceuta
  - Melilla

Gebiete, die Teil des Zollgebietes, jedoch nicht der Mehrwertsteuerunion sind:
- Finnland
  - Åland
- Frankreich
  - Französisch-Guayana
  - Guadeloupe
  - Martinique
  - Mayotte
  - Réunion
  - Saint-Martin
- Griechenland
  - Athos
- Italien
  - Campione d’Italia
- Spanien
  - Kanarische Inseln

### Assoziierte Gebiete
Einige Überseegebiete von EU-Mitgliedstaaten sind als Überseeische Länder und Hoheitsgebiete im Sinne des 4. Teils des Vertrags über die Arbeitsweise der Europäischen Union mit dieser assoziiert, ihr aber nicht angehörig. In diesen Ländern und Hoheitsgebieten gelten nur einzelne Aspekte des Europarechts, z. B. vereinzelt Zugehörigkeit zur Eurozone (Kennzeichnung mit *)
- Französische Gebiete:
  - Französisch-Polynesien (Pazifik)
  - Französische Süd- und Antarktisgebiete (Indischer Ozean)*
  - Neukaledonien (Pazifik)
  - Saint-Barthélemy (Karibik)*
  - Saint-Pierre und Miquelon (Nordatlantik)*
  - Wallis und Futuna (Pazifik)
- Niederländische Gebiete:
  - Aruba (Karibik)
  - Curaçao (Karibik)
  - Sint Maarten (Karibik)
  - Karibische Niederlande = Bonaire, Sint Eustatius und Saba (Karibik)
- Dänisches Autonomiegebiet:
  - Grönland (Nordatlantik, 1985 aus den EG ausgeschieden)

### Gebiete, die nicht zur EU gehören
Einige andere Gebiete werden außenpolitisch von EU-Mitgliedstaaten vertreten, gehören aber nicht zum Territorium der EU und sind mit dieser auch nicht assoziiert:
- Färöer als dänisches Autonomiegebiet (war nie Teil der EWG, EG, EU)[17]